# Liste des conseillers généraux d'Ille-et-Vilaine (1949-1951)

## Liste des conseillers généraux par canton
| Canton                        | Conseiller                       |  | Parti                                                     |
| ----------------------------- | -------------------------------- |  | --------------------------------------------------------- |
| Antrain                       | Jean-Marie Trocherie             |  | SFIO Section française de l'Internationale ouvrière       |
| Argentré-du-Plessis           | Paul Lemée                       |  | Ind.D Indépendant de droite                               |
| Bain-de-Bretagne              | Constant Hubert                  |  | RPF Rassemblement du peuple français                      |
| Bécherel                      | Louis de La Forest               |  | RPF Rassemblement du peuple français                      |
| Cancale                       | Olivier Biard                    |  | RPF Rassemblement du peuple français                      |
| Châteaubourg                  | Félix Bobille                    |  | Ind.D Indépendant de droite                               |
| Châteaugiron                  | François Delalande               |  | Ind.D Indépendant de droite                               |
| Chateauneuf-d'Ille-et-Vilaine | François Rouvrais                |  | MRP Mouvement républicain populaire                       |
| Combourg                      | Ange Denis                       |  | MRP Mouvement républicain populaire                       |
| Dinard                        | Louis Léouffre                   |  | MRP Mouvement républicain populaire                       |
| Dol-de-Bretagne               | Yves Estève                      |  | RPF Rassemblement du peuple français                      |
| Fougères-Nord                 | Marcel Ménager                   |  | MRP Mouvement républicain populaire                       |
| Fougères-Sud                  | Joseph Morel                     |  | Ind.D Indépendant de droite                               |
| Le Grand-Fougeray             | Charles Chupin                   |  | RPF Rassemblement du peuple français                      |
| Guichen                       | Georges Le Cornec                |  | UP Union progressiste                                     |
| La Guerche-de-Bretagne        | Émile Bodard                     |  | Rad.soc. Parti républicain, radical et radical-socialiste |
| Hédé                          | Joseph Morin                     |  | Ind.D Indépendant de droite                               |
| Janzé                         | Jean-Marie Lacire                |  | PRL Parti républicain de la liberté                       |
| Liffré                        | Jean-Marie Pavy                  |  | Ind.D Indépendant de droite                               |
| Louvigné-du-Désert            | Francis Briens                   |  | RPF Rassemblement du peuple français                      |
| Maure-de-Bretagne             | Joseph Lagrée                    |  | Ind.D Indépendant de droite                               |
| Montauban                     | Pierre Legault                   |  | Ind.D Indépendant de droite                               |
| Montfort                      | Émile Tardif                     |  | MRP Mouvement républicain populaire                       |
| Mordelles                     | Robert de Toulouse-Lautrec       |  | PRL Parti républicain de la liberté                       |
| Pipriac                       | Clément Le Rouzic                |  | RPF Rassemblement du peuple français                      |
| Pleine-Fougères               | François Carré                   |  | MRP Mouvement républicain populaire                       |
| Plélan-le-Grand               | Félix Ferron                     |  | PRL Parti républicain de la liberté                       |
| Redon                         | Michel du Halgouët de Poulpiquet |  | Ind.D Indépendant de droite                               |
| Rennes-Nord-Est               | Paul Robert                      |  | URD Union républicaine et démocratique                    |
| Rennes-Nord-Ouest             | Louis Le Gall-La Salle           |  | MRP Mouvement républicain populaire                       |
| Rennes-Sud-Est                | Émile Neumayer                   |  | RPF Rassemblement du peuple français                      |
| Rennes-Sud-Ouest              | Francis Joly                     |  | RPF Rassemblement du peuple français                      |
| Retiers                       | Joseph Egu                       |  | RPF Rassemblement du peuple français                      |
| Saint-Aubin-d'Aubigné         | Amand Brionne                    |  | Rad.soc. Parti républicain, radical et radical-socialiste |
| Saint-Aubin-du-Cormier        | Pierre Morel                     |  | Rad.soc. Parti républicain, radical et radical-socialiste |
| Saint-Brice-en-Coglès         | Joseph Tronchot                  |  | MRP Mouvement républicain populaire                       |
| Saint-Malo                    | Jean Noury                       |  | MRP Mouvement républicain populaire                       |
| Saint-Méen-le-Grand           | Louis Carré                      |  | Ind.D Indépendant de droite                               |
| Saint-Servan                  | Léon Le Coz                      |  | RPF Rassemblement du peuple français                      |
| Le Sel                        | Jean-Marie Douëssin              |  | RGR Rassemblement des gauches républicaines               |
| Tinténiac                     | Alphonse Pellé                   |  | Rad.soc. Parti républicain, radical et radical-socialiste |
| Vitré-Est                     | Alexis Méhaignerie               |  | MRP Mouvement républicain populaire                       |
| Vitré-Ouest                   | Marcel Rupied                    |  | RPF Rassemblement du peuple français                      |

Le 9 mai 1949, lors de la séance inaugurale, sont élus : 
- 1er vice-président : Robert de Toulouse-Lautrec (Mordelles) ;
- 2e vice-président : Jean Noury (Saint-Malo) ;
- 3e vice-président : Joseph Lagrée (Maure-de-Bretagne) ;
- Secrétaires : Louis Léouffre (Dinard), Joseph Egu (Retiers), Jean-Marie Lacire (Janzé) et Charles Chupin (Le Grand-Fougeray).